# Арматто, Рафаэль
Рафаэль Эрнест Грейл Арма́тто (Арма́тту) (англ. Raphael Ernest Grail Armattoe; 12 августа 1913 — 22 декабря 1953, Гамбург) — ганский писатель
, поэт, политик, врач, антрополог, этнограф.
В 1949 году номинировался на Нобелевскую премию по медицине и физиологии.

## Биография
Родился в племени эве в Кета, Вольта, Тоголенд (ныне Гана). После Первой мировой войны бывшая немецкая колония была разделена на две подмандатные территории: одна под французским, другая — британским правлением. Рафаэль, кроме своего родного языка эве, владел тремя европейскими языками, позже стал писать и публиковать произведения на французском, немецком и английском языках.
В 1930—1939 годах учился в Европе, изучал антропологию, литературу и медицину в университетах Гамбурга, Лилля, Парижа, Эдинбурга и др. Стажировался в Северной Ирландии и Британии.
После Второй мировой войны занялся медицинской практикой в Нортленде. Позже стал директором научно-исследовательского института.
Занимался исследованиями в области медицины. Исследования по применению препарата абочи против человеческих паразитов привели к его выдвижению в 1948 году на присуждение Нобелевской премии по медицине и физиологии. Автор работ по этнографии («Народ эве» и др.).
Политик. Член Партии Конгресса Ганы. Выступал за объединения в одно национальное государство народа эве, разделённого колониальными державами на Британский Тоголенд, южную часть Золотого Берега и Французский Тоголанд.

## Творчество
Зачинатель современной поэзии Ганы. Писал, в основном, на английском языке. Его художественная манера сформировалась под влиянием английской поэзии.
Автор книг «Золотой век западно-африканской цивилизации» («The golden age of West African civilization», 1946), многих статей, сборников стихов: «Между лесом и морем» («Between the forest and the sea», 1951) и «Сокровенные мысли чёрных» («Deep down the Blackman’s mind», 1953).
В его стихах воплотился богатый жизненный опыт автора, впечатления автора от поездок в Европу, которую он нередко описывает критически. В поэзии Арма́тто значительное место занимают размышления о судьбах Африки. Арма́тто отстаивал принцип социальной значимости поэзии. В стихах Арматто наряду с верой в освобождение африканских народов звучат мотивы пессимизма; резкая сатира, политическая полемика сочетаются с настроениями горечи и одиночества («Когда я уйду», «Одинокая душа», «Мечты юности» и др.).

## Избранные публикации
- The Swiss contribution to western civilization (1944)
- The golden age of West African civilization (1946)
- Space, time, and race;: Or, the age of man in America (1946)
- Personal recollections of the Nobel Laureation Festival of 1947: With an appendix listing all the distinguished guests at the Nobel banquet (1948)
- Between the Forest and the Sea (1950)
- Deep Down in the Black Man’s Mind (посмертно, 1954).